# Стрелка (приток Сумки)
Стрелка (укр. Стрілка) — река в Украине, протекает по территории Сумского района Сумской области. Правый приток Сумки (бассейн Днепра).

## Описание

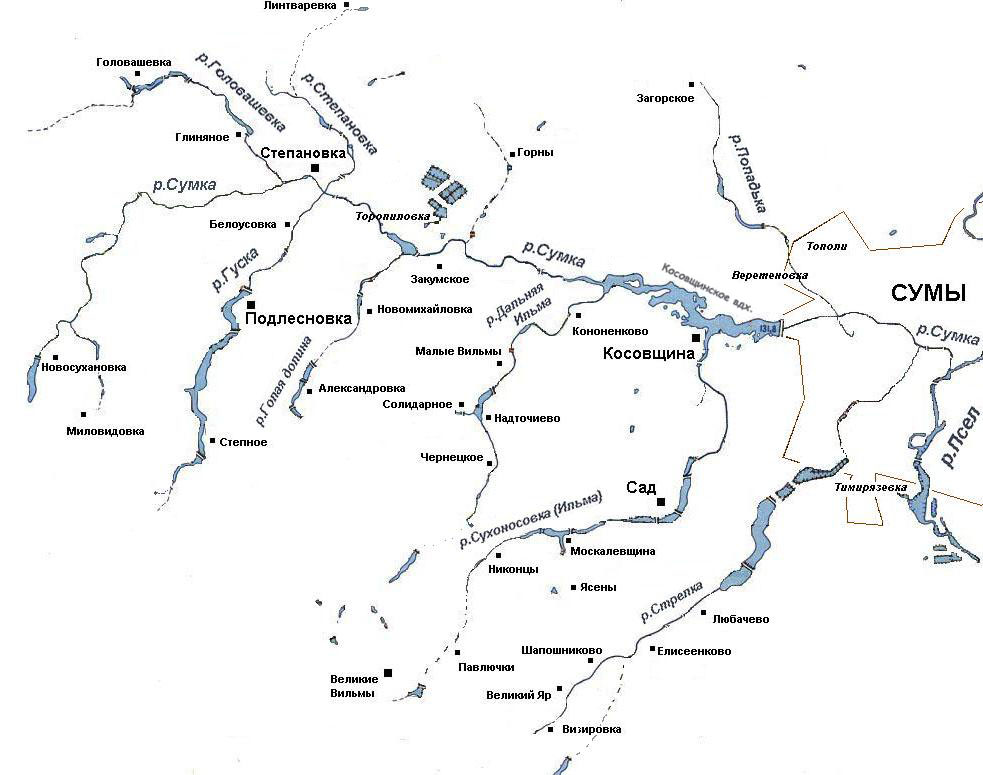
Бассейн реки Сумки

Длина реки — 23 км, ширина в большинстве мест не превышает 2—3 м. Русло слабоизвилистое. Сооружено несколько прудов.

## Расположение
Стрелка берёт начало в районе села Визировка. Течёт на северо-восток. Протекает через юго-западную часть города Сумы и впадает в реку Сумку в центральной части города.